# Chrobotek widlasty

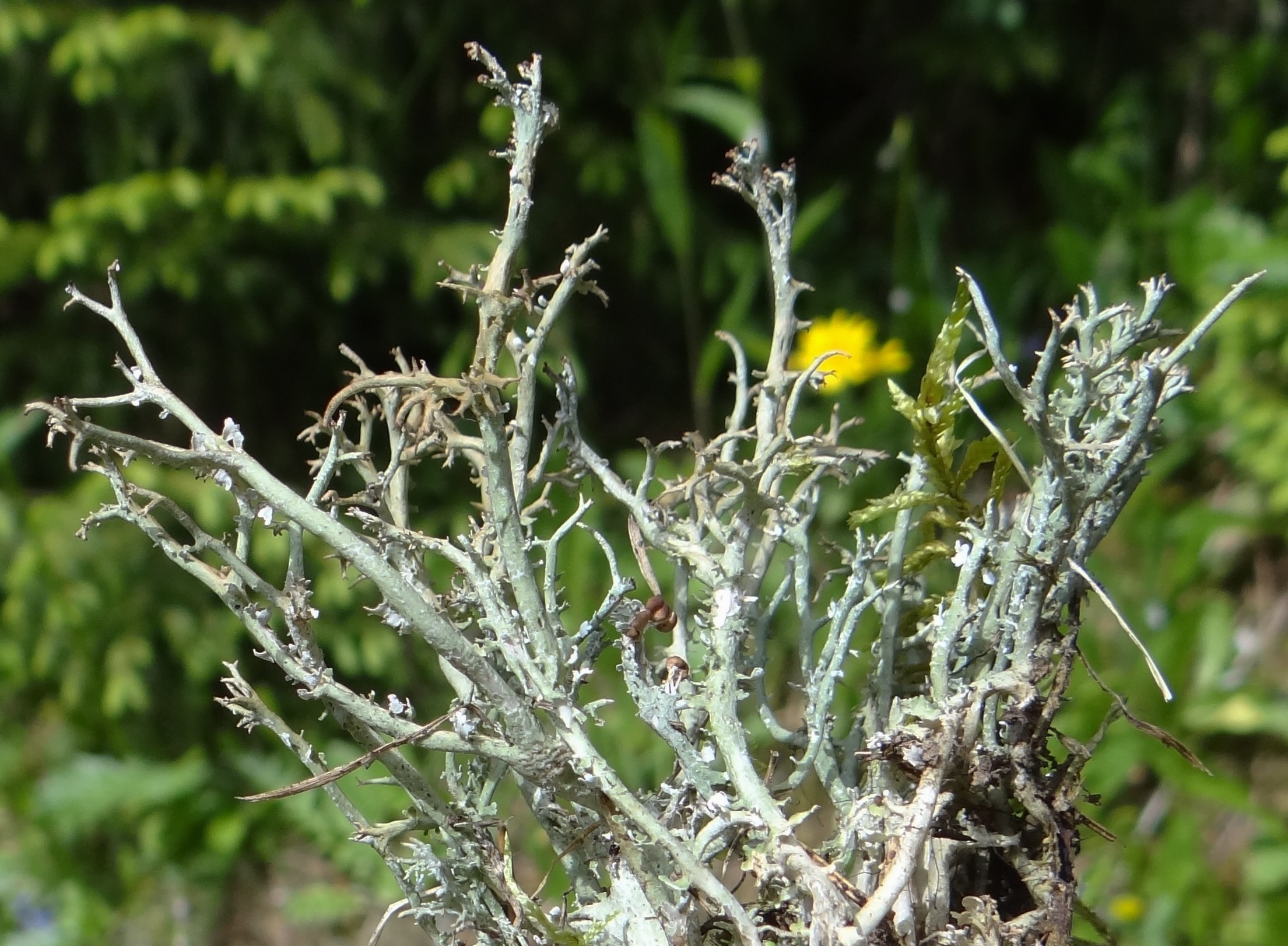
Gałązki z apotecjami

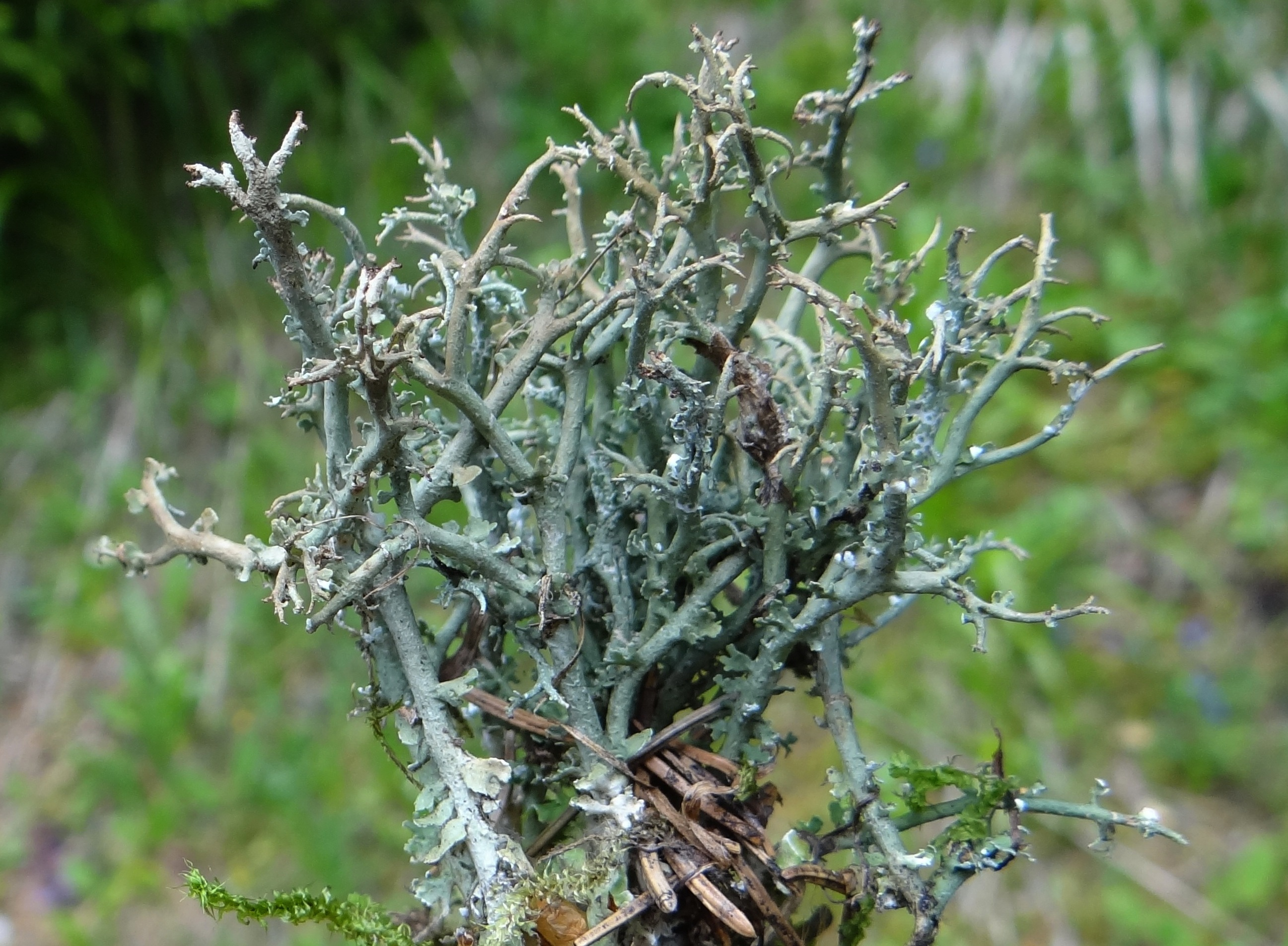

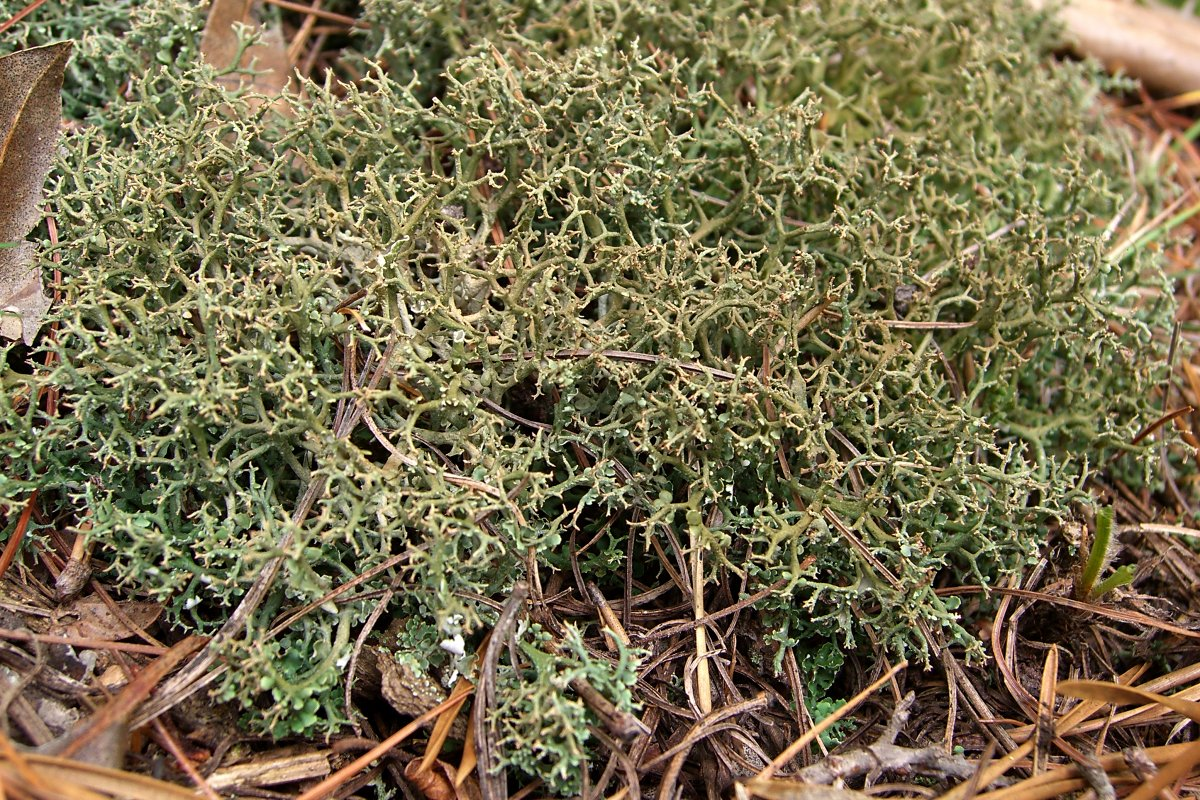
Często tworzy murawki

Chrobotek widlasty (Cladonia furcata (Huds.) Schrad.) – gatunek grzybów należący do rodziny chrobotkowatych (Cladoniaceae). Ze względu na współżycie z glonami zaliczany jest do porostów.

## Systematyka i nazewnictwo
Pozycja w klasyfikacji według Index Fungorum: Cladonia, Cladoniaceae, Lecanorales, Lecanoromycetidae, Lecanoromycetes, Pezizomycotina, Ascomycota, Fungi.
Po raz pierwszy takson ten zdiagnozował William Hudson nadając mu nazwę Lichen furcatus. Obecną, uznaną przez Index Fungorum nazwę nadał mu w roku 1794 Heinrich Adolf Schrader, przenosząc go do rodzaju Cladonia. 
Synonimy nazwy naukowej:

- Baeomyces spinosus var. palamaeus Ach. 1803
- Cenomyce furcata (Huds.) Ach. 1810
- Cenomyce racemosa var. pinnata Flörke 1821
- Cladonia furcata var. cancellata Müll. Arg. 188
- Cladonia furcata (Huds.) Schrad. 1794) var. furcata
- Cladonia furcata var. palamaea (Ach.) Nyl. 1887
- Cladonia furcata var. pinnata (Flörke) Vain. 1887
- Cladonia furcata var. tenuicaulis Müll. Arg. 1882
- Cladonia narkodes Kremp. 1881
- Cladonia palamaea (Ach.) Fink 1935
- Cladonia pinnata (Flörke) Anders 1936
- Lichen furcatus Huds.

Nazwa polska według Krytycznej listy porostów i grzybów naporostowych Polski. Index Fungorum wyróżnia jeden podgatunek – Cladonia furcata subsp. subrangiformis (L. Scriba ex Sandst.) Hennipman 1967.

## Charakterystyka
Plecha z glonami protokokkoidalnymi, zróżnicowana na plechę pierwotną i wtórną. Plecha pierwotna ma postać drobnych łusek i zanika bardzo wcześnie. Plecha wtórna to wałeczkowate i nieco rozdęte podecja o wysokości 2–5 cm i grubości 0,7–2 mm. Podecja kilkukrotnie rozgałęziają się widlasto lub nieregularnie. W miejscu rozgałęzień zazwyczaj znajduje się otworek, a na grubszych gałązkach podłużne szczeliny. Występuje dość duże zróżnicowanie morfologiczne: u niektórych okazów całe podecja pokryte są łuskami, u niektórych występują one tylko u podstawy, u większości jednak zazwyczaj brak łusek. Powierzchnia ma barwę szarą, szarozieloną, oliwkową lub brunatną i jest również zróżnicowana u różnych okazów; może być gładka, pokryta areolkami lub brodawkami. Podecje występują pojedynczo, lub tworzą murawki. Zakończenia gałązek są szydłowate. Urwistków brak. Reakcje barwne: rdzeń K+ żółty do brunatnego, C-, P+ czerwony.
Dość często na szczytach gałązek występują apotecja o brązowych tarczkach i średnicy 0,3–1 mm. W jednym worku powstaje po 8 bezbarwnych, jednokomórkowych askospor o rozmiarach 9–18 × 2,5–3,5μm. Na czubkach podecjów występują także pyknidy w kształcie urny z bezbarwną galaretką wewnątrz.
Kwasy porostowe: kwas fumarioprotocetrariowy.

## Występowanie i siedlisko
Występuje na wszystkich kontynentach, z wyjątkiem Antarktydy, ale jest na położonej na północ od niej wyspie Króla Jerzego, znany jest także na wielu innych wyspach na całym świecie. W Europie północna granica jego zasięgu sięga po północny skraj Półwyspu Skandynawskiego. W Polsce jest pospolity na niżu i w niższych położeniach górskich. 
Rośnie na ziemi, w miejscach świetlistych i suchych: na wydmach, torfowiskach, oraz w świetlistych lasach sosnowych.

## Gatunki podobne
Podobny jest chrobotek trocinowaty (Cladonia scabriuscula), ale wierzchołki gałązek ma ziarenkowate i występują na podecjach urwistki.